# نهر سيسنيس

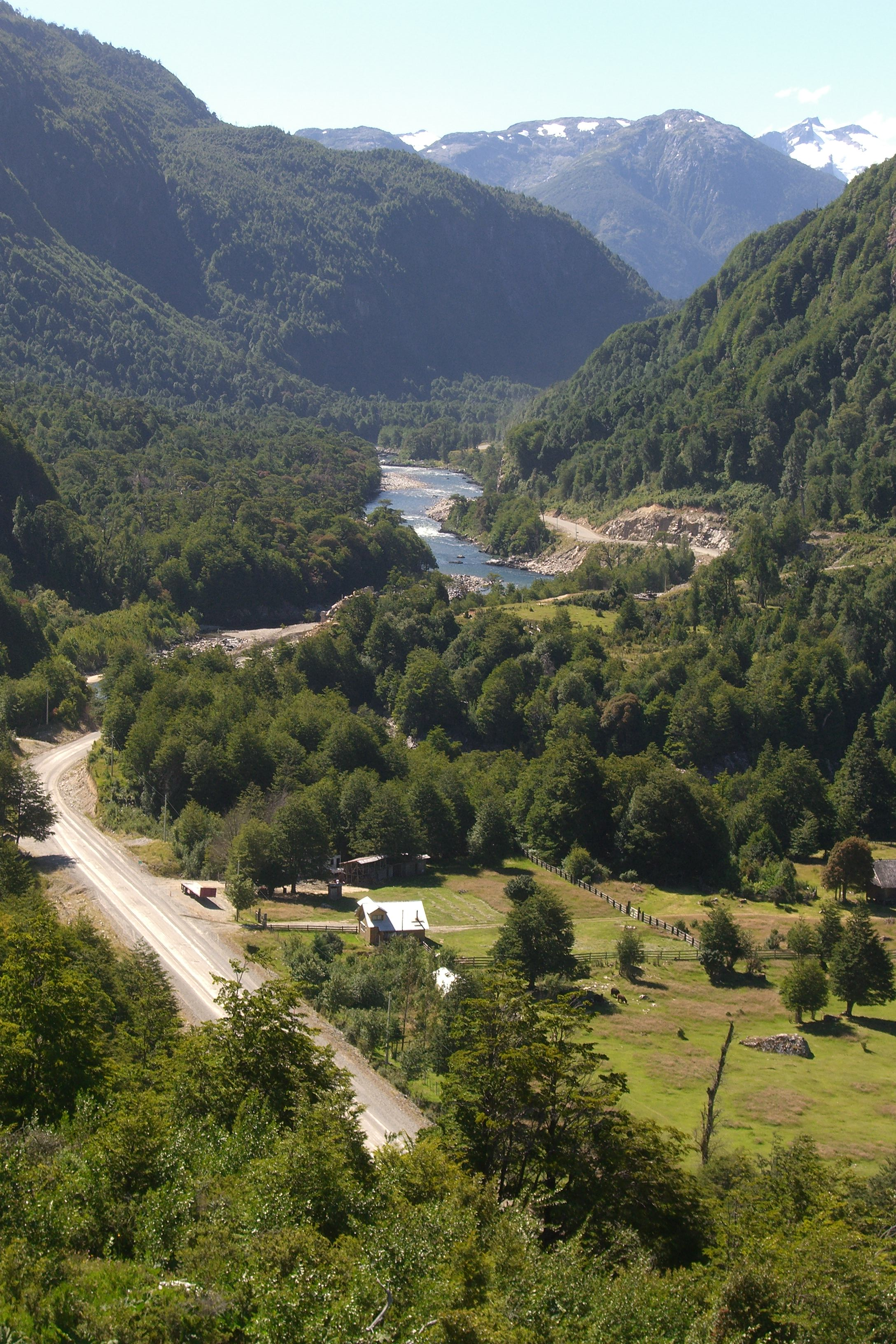
نهر سيسنيس كما يظهر من "كاريتيرا أوسترال".

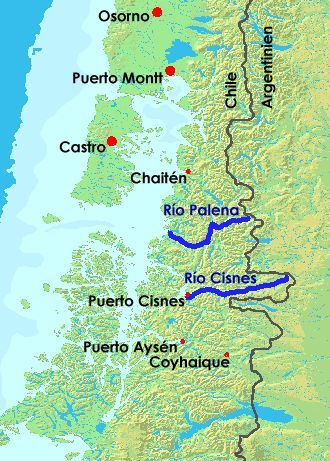

ريو سيسنيس (بالإنجليزية:Cisnes River) هو نهر في تشيلي في مقاطعة «أيسن دل جنرال كارلوس إبانيس دل كامبو» ب بتاغونيا. ويمر النهر من الشرق إلى الغرب وينبع من جبال تقع بالقرب من الحدود مع الأرجنتين، ويصب في المحيط الهادي بالقرب من مدينة بويرتو سيسنيس عند قناة بويوهوابي. معني اسم النهر بالإسبانية «البجعة السوداء».
يتميز النهر بلون أزرق توركوازي بسبب ترسيبات فيه من مثلجات، حيث اعمل المثلجات على تفتيت الأحجار والصخور وتزيحها في مجرى النهر. كما تغذي نهر ريو سيسنيس نهران آخران هما نهر مورو ونهر بينشادو.

## اقرأ أيضا
- أرض النار
- محافظة أرض النار (الأرجنتين)
- محافظة تييرا دل فويغو، (تشيلي)
- ريو بالينا
- منتزه كيولات الوطني